# Jezioro Kiełpińskie (powiat złotowski)
Jezioro Kiełpińskie – jezioro w woj. wielkopolskim, w powiecie złotowskim, w gminie Lipka, leżące na terenie Pojezierza Południowokrajeńskiego.

## Dane morfometryczne
Powierzchnia zwierciadła wody według różnych źródeł wynosi od 15,0 ha przez 18,5 ha do 21,20 ha (lustra wody) lub 25,19 ha (ogólna).
Zwierciadło wody położone jest na wysokości 149,2 m n.p.m. lub 149,3 m n.p.m. Średnia głębokość jeziora wynosi 0,9 m, natomiast głębokość maksymalna 1,6 m.

## Hydronimia
Według spisu opracowanego przez Komisję Nazw Miejscowości i Obiektów Fizjograficznych (KNMiOF) i danych z państwowego rejestru nazw geograficznych zestandaryzowana nazwa tego jeziora to Jezioro Kiełpińskie. Dane z państwowego rejestru nazw geograficznych nie podają nazw obocznych tego jeziora.